# Sport-Verein Werder von 1899 2017-2018 (femminile)
Questa voce raccoglie le informazioni riguardanti lo Sport-Verein Werder von 1899 nelle competizioni ufficiali della stagione 2017-2018.

## Divise e sponsor
La grafica era la stessa adottata dal Werder Brema maschile. Il main sponsor era Wiesenhof, quello tecnico, fornitore delle tenute da gioco, era Nike.
|  | Casa | Trasferta | Terza divisa |

## Organigramma societario
Tratto dal sito ufficiale
Area tecnica
- Allenatore: Carmen Roth
- Co-allenatore:
- Preparatore dei portieri: Christian Lapke
- Preparatore atletico: Anna-Lisa Timm
- Fisioterapeuta: Laura Kersting

## Rosa
Rosa, ruoli e numeri di maglia come da sito ufficiale.
| N. |                     | Ruolo | Calciatore          |
| -- | ------------------- | ----- | ------------------- |
| 1  | Germania (bandiera) | P     | Anna Bockhorst      |
| 2  | Germania (bandiera) | A     | Franziska Gieseke   |
| 4  | Germania (bandiera) | C     | Nina Lührßen        |
| 5  | Germania (bandiera) | D     | Michelle Ulbrich    |
| 6  | Germania (bandiera) | C     | Marie-Louise Eta    |
| 7  | Germania (bandiera) | C     | Lisa-Marie Scholz   |
| 8  | Germania (bandiera) | C     | Janine Angrick      |
| 9  | Austria (bandiera)  | D     | Katharina Schiechtl |
| 10 | Germania (bandiera) | C     | Pia-Sophie Wolter   |
| 11 | Germania (bandiera) | A     | Cindy König         |
| 13 | Germania (bandiera) | D     | Alicia Kersten      |

| N. |                     | Ruolo | Calciatore          |
| -- | ------------------- | ----- | ------------------- |
| 15 | Ungheria (bandiera) | D     | Gabriella Tóth      |
| 16 | Germania (bandiera) | C     | Verena Volkmer      |
| 17 | Germania (bandiera) | C     | Giovanna Hoffmann   |
| 18 | Germania (bandiera) | C     | Lina Hausicke       |
| 20 | Germania (bandiera) | C     | Lisa Josten         |
| 21 | Germania (bandiera) | C     | Jessica Golebiewski |
| 22 | Germania (bandiera) | P     | Lena Pauels         |
| 23 | Germania (bandiera) | A     | Stephanie Goddard   |
| 24 | Germania (bandiera) | D     | Bianca Becker       |
| 27 | Germania (bandiera) | C     | Meggie Schröder     |
| 30 | Germania (bandiera) | P     | Anneke Borbe        |

## Calciomercato

### Sessione estiva
| Acquisti | Acquisti          | Acquisti    | Acquisti   |
| R.       | Nome              | da          | Modalità   |
| -------- | ----------------- | ----------- | ---------- |
| C        | Lina Hausicke     | Jena        | definitivo |
| C        | Janine Angrick    | Cloppenburg | definitivo |
| C        | Lisa Josten       | Cloppenburg | definitivo |
| A        | Franziska Gieseke | Meppen      | definitivo |

| Cessioni | Cessioni          | Cessioni          | Cessioni   |
| R.       | Nome              | a                 | Modalità   |
| -------- | ----------------- | ----------------- | ---------- |
| D        | Sandra Hausberger | Arminia Bielefeld | definitivo |
| A        | Stefanie Sanders  | UCF Knights       | definitivo |

### Sessione invernale
| Acquisti | Acquisti | Acquisti | Acquisti |
| R.       | Nome     | da       | Modalità |
| -------- | -------- | -------- | -------- |
|          |          |          |          |

| Cessioni | Cessioni      | Cessioni            | Cessioni   |
| R.       | Nome          | a                   | Modalità   |
| -------- | ------------- | ------------------- | ---------- |
| C        | Bianca Becker | TV Jahn Delmenhorst | definitivo |

## Risultati

### Frauen-Bundesliga

#### Girone di andata
| Arbitro: | Stolz (Pritzwalk) |

|  |           |                           |
|  | Marcatori | 9’, 18’ Burger 90’ Arnold |

| Arbitro: | Joos (Leinfelden-Echterdingen) |

|                           |           |                       |
| Rieke 11’ Pietrangelo 44’ | Marcatori | 21’ König 73’ Clausen |

| Arbitro: | Duske (Leverkusen) |

|                          |           |                 |
| Schiechtl 9’ Lührßen 82’ | Marcatori | 50’ Kirchberger |

| Arbitro: | Heimann (Gladbeck) |

|          |           |         |
| Rauch 2’ | Marcatori | 67’ Eta |

| Arbitro: | Michel (Gau-Odernheim) |

|                                    |           |             |
| Gwinn 13’ Magull 68’, 83’ Bühl 70’ | Marcatori | 47’ Gieseke |

| Arbitro: | Schwermer (Rieder) |

|                              |           |                   |
| Wullaert 16’ Harder 51’, 81’ | Marcatori | 49’, 55’ Hausicke |

| Arbitro: | Wacker (Lehrensteinsfeld) |

|                                               |           |  |
| Störzel 11’ Groenen 40’ Hendrich 62’ Munk 88’ | Marcatori |  |

| Brema 12 novembre 2017, ore 14:00 CET 8ª giornata | Werder Brema        | 0 – 0 referto | SGS Essen | Weserstadion - Platz 11 (350 spett.)\| Arbitro: \| Wildfeuer (Lubecca) \| |
| Arbitro:                                          | Wildfeuer (Lubecca) |               |           |                                                                           |

| Arbitro: | Stolz (Pritzwalk) |

|                                             |           |             |
| Islacker 55’, 61’ Roord 58’ Damnjanović 87’ | Marcatori | 23’ Volkmer |

| Arbitro: | Diekmann (Dortmund) |

|                                                                                         |           |  |
| Dej 15’ (aut.) Volkmer 61’ Lührßen 68’, 87’ Giovanna Hoffmann 73’ König 85’ Clausen 89’ | Marcatori |  |

| Arbitro: | Joos (Leinfelden-Echterdingen) |

|                         |           |  |
| Billa 40’ Waßmuth 90+3’ | Marcatori |  |

#### Girone di ritorno
| Arbitro: | Söder (Ingolstadt) |

|                      |           |                          |
| Arnold 9’ Burger 30’ | Marcatori | 35’ Wolter 50’ Schiechtl |

| Arbitro: | Kunkel (Amburgo) |

|             |           |                 |
| Angrick 74’ | Marcatori | 87’ Pietrangelo |

| Arbitro: | Duske (Leverkusen) |

|                   |           |  |
| Radtke 90’ (rig.) | Marcatori |  |

| Arbitro: | Hussein (Bad Harzburg) |

|             |           |                                                       |
| Goddard 83’ | Marcatori | 31’, 61’ Prašnikar 64’ Zadrazil 88’ Huth 90+3’ Gasper |

| Arbitro: | Schwermer (Rieder) |

|  |           |                                    |
|  | Marcatori | 2’ Schiewe 56’ Petermann 58’ Knaak |

| Arbitro: | Heimann (Gladbeck) |

|  |           |                                       |
|  | Marcatori | 13’, 43’, 66’, 87’ Jakabfi 18’ McLeod |

| Arbitro: | Derlin (Bad Schwartau) |

|  |           |             |
|  | Marcatori | 58’ Prießen |

| Arbitro: | Michel (Gau-Odernheim) |

|                                                             |           |                        |
| Schüller 3’, 36’, 44’ Dallmann 10’ Doorsoun 27’ (rig.), 29’ | Marcatori | 37’ Gieseke 81’ Scholz |

| Arbitro: | Diekmann (Dortmund) |

|                    |           |                                                                           |
| Eta 7’ Volkmer 63’ | Marcatori | 45’, 54’, 64’ Däbritz 46’ Lewandowski 58’ Rolser 70’ Islacker 84’ Voňková |

| Arbitro: | Rafalski (Baunatal) |

|  |           |                    |
|  | Marcatori | 2’ Eta 85’ Clausen |

| Arbitro: | Wildfeuer (Lubecca) |

|  |           |                                           |
|  | Marcatori | 23’, 45’ Hartig 51’ F. Dongus 53’ Waßmuth |

### DFB-Pokal der Frauen
| Arbitro: | Schwermer (Rieder) |

|                 |           |                       |
| Hildebrandt 20’ | Marcatori | 64’ König 78’ Clausen |

| Arbitro: | Kunkel (Amburgo) |

|              |           |                                                            |
| Steckhan 75’ | Marcatori | 21’, 54’ Scholz 30’, 31’ König 40’ Josten 44’ (aut.) Meier |

| Arbitro: | Duske (Leverkusen) |

|  |           |                                                                             |
|  | Marcatori | 11’ (rig.) Knaak 45’ Schüller 51’ (rig.), 63’ (rig.) Ioannidou 71’ Dallmann |

## Statistiche

### Statistiche di squadra
| Competizione         | Punti | In casa | In casa | In casa | In casa | In casa | In casa | In trasferta | In trasferta | In trasferta | In trasferta | In trasferta | In trasferta | Totale | Totale | Totale | Totale | Totale | Totale | DR  |
| Competizione         | Punti | G       | V       | N       | P       | Gf      | Gs      | G            | V            | N            | P            | Gf           | Gs           | G      | V      | N      | P      | Gf     | Gs     | DR  |
| -------------------- | ----- | ------- | ------- | ------- | ------- | ------- | ------- | ------------ | ------------ | ------------ | ------------ | ------------ | ------------ | ------ | ------ | ------ | ------ | ------ | ------ | --- |
| Frauen-Bundesliga    | 14    | 11      | 2       | 2       | 7       | 13      | 30      | 11           | 1            | 3            | 7            | 13           | 29           | 22     | 3      | 5      | 14     | 26     | 59     | -33 |
| DFB-Pokal der Frauen | -     | 1       | 0       | 0       | 1       | 0       | 5       | 2            | 2            | 0            | 0            | 8            | 2            | 3      | 2      | 0      | 1      | 8      | 7      | +1  |
| Totale               | -     | 12      | 2       | 2       | 8       | 13      | 35      | 13           | 3            | 3            | 7            | 21           | 31           | 25     | 5      | 5      | 15     | 34     | 66     | -32 |

### Andamento in campionato
| Giornata  | 1  | 2 | 3 | 4 | 5 | 6 | 7 | 8 | 9 | 10 | 11 | 12 | 13 | 14 | 15 | 16 | 17 | 18 | 19 | 20 | 21 | 22 |
| --------- | -- | - | - | - | - | - | - | - | - | -- | -- | -- | -- | -- | -- | -- | -- | -- | -- | -- | -- | -- |
| Luogo     | C  | T | C | T | T | T | T | C | T | C  | T  | T  | C  | T  | C  | C  | C  | C  | T  | C  | T  | C  |
| Risultato | P  | N | V | N | P | P | P | N | P | V  | P  | N  | N  | P  | P  | P  | P  | P  | P  | P  | V  | P  |
| Posizione | 10 | 9 | 7 | 8 | 9 | 9 | 9 | 9 | 9 | 9  | 9  | 9  | 9  | 9  | 9  | 9  | 9  | 9  | 10 | 10 | 10 | 10 |

Legenda:

Luogo: C = Casa; T = Trasferta. Risultato: V = Vittoria; N = Pareggio; P = Sconfitta.

### Statistiche delle giocatrici
| Giocatore      | Frauen-Bundesliga | Frauen-Bundesliga | Frauen-Bundesliga | Frauen-Bundesliga | DFB-Pokal der Frauen | DFB-Pokal der Frauen | DFB-Pokal der Frauen | DFB-Pokal der Frauen | Totale   | Totale | Totale      | Totale     |
| Giocatore      | Presenze          | Reti              | Ammonizioni       | Espulsioni        | Presenze             | Reti                 | Ammonizioni          | Espulsioni           | Presenze | Reti   | Ammonizioni | Espulsioni |
| -------------- | ----------------- | ----------------- | ----------------- | ----------------- | -------------------- | -------------------- | -------------------- | -------------------- | -------- | ------ | ----------- | ---------- |
| J. Angrick     | 19                | 1                 | 1                 | 0                 | 2                    | 0                    | 0                    | 0                    | 21       | 1      | 1           | 0          |
| B. Becker      | 5                 | 0                 | 0                 | 0                 | 0                    | 0                    | 0                    | 0                    | 5        | 0      | 0           | 0          |
| A. Bockhorst   | 0                 | 0                 | 0                 | 0                 | 0                    | 0                    | 0                    | 0                    | 0        | 0      | 0           | 0          |
| A. Borbe       | 13                | -28               | 0                 | 0                 | 2                    | -6                   | 0                    | 0                    | 15       | -34    | 0           | 0          |
| N. Clausen     | 12                | 3                 | 2                 | 0                 | 2                    | 1                    | 0                    | 0                    | 14       | 4      | 2           | 0          |
| M-L. Eta       | 20                | 3                 | 0                 | 0                 | 3                    | 0                    | 0                    | 0                    | 23       | 3      | 0           | 0          |
| F. Gieseke     | 8                 | 2                 | 0                 | 0                 | 1                    | 0                    | 0                    | 0                    | 9        | 2      | 0           | 0          |
| S. Goddard     | 11                | 1                 | 0                 | 0                 | 1                    | 0                    | 0                    | 0                    | 12       | 1      | 0           | 0          |
| J. Golebiewski | 5                 | 0                 | 0                 | 0                 | 1                    | 0                    | 0                    | 0                    | 6        | 0      | 0           | 0          |
| L. Hausicke    | 21                | 2                 | 6                 | 0                 | 3                    | 0                    | 0                    | 0                    | 24       | 2      | 6           | 0          |
| G. Hoffmann    | 8                 | 1                 | 0                 | 0                 | 2                    | 0                    | 0                    | 0                    | 10       | 1      | 0           | 0          |
| L. Josten      | 13                | 0                 | 0                 | 0                 | 3                    | 1                    | 0                    | 0                    | 16       | 1      | 0           | 0          |
| N. Lührßen     | 19                | 3                 | 1                 | 0                 | 1                    | 0                    | 0                    | 0                    | 20       | 3      | 1           | 0          |
| A. Kersten     | 5                 | 0                 | 0                 | 0                 | 2                    | 0                    | 0                    | 0                    | 7        | 0      | 0           | 0          |
| C. König       | 20                | 2                 | 3                 | 0                 | 3                    | 3                    | 0                    | 0                    | 23       | 5      | 3           | 0          |
| L. Pauels      | 9                 | -31               | 0                 | 0                 | 1                    | -1                   | 0                    | 0                    | 10       | -32    | 0           | 0          |
| Y. Sachau      | -                 | -                 | -                 | -                 | -                    | -                    | -                    | -                    | -        | -      | -           | -          |
| K. Schiechtl   | 19                | 2                 | 0                 | 0                 | 2                    | 0                    | 1                    | 0                    | 21       | 2      | 1           | 0          |
| L-M. Scholz    | 22                | 1                 | 0                 | 0                 | 2                    | 2                    | 0                    | 0                    | 24       | 3      | 0           | 0          |
| M. Schröder    | 5                 | 0                 | 0                 | 0                 | 2                    | 0                    | 0                    | 0                    | 7        | 0      | 0           | 0          |
| G. Tóth        | 20                | 0                 | 1                 | 0                 | 1                    | 0                    | 0                    | 0                    | 21       | 0      | 1           | 0          |
| M. Ulbrich     | 17                | 0                 | 1                 | 0                 | 3                    | 0                    | 1                    | 0                    | 20       | 0      | 2           | 0          |
| V. Volkmer     | 21                | 3                 | 0                 | 0                 | 3                    | 0                    | 0                    | 0                    | 24       | 3      | 0           | 0          |
| P-S. Wolter    | 17                | 1                 | 5                 | 0                 | 1                    | 0                    | 0                    | 0                    | 18       | 1      | 5           | 0          |